# Halysidota steinbachi
Halysidota steinbachi är en fjärilsart som beskrevs av Rothschild 1909. Halysidota steinbachi ingår i släktet Halysidota och familjen björnspinnare. Inga underarter finns listade i Catalogue of Life.